# R351-es főút (Oroszország)
Az R351-es főút (oroszul: Федеральная автомобильная дорога ) Oroszország egyik szövetségi jelentőségű autóútja a Szverdlovszki- és a Tyumenyi területen. Az E22 európai út része.
Az Urál legnagyobb városát, Jekatyerinburgot köti össze a nagy nyugat-szibériai várossal, Tyumennyel. Hossza 323 km.

## Útvonala
Szverdlovszki terület
- Jekatyerinburg

Jekatyerinburgi körgyűrű (JeKAD)
 R354-es főút Kurgan felé
- Belojarszkij

 Zarecsnij és a Belojarszkiji Atomerőmű felé
- Bogdanovics

 híd a Pismán
- Kamislov, északi elkerülőút
- Pisma
- Troickij
- Tugulim

Tyumenyi terület
 R402-es főút Omszk felé
- Tyumeny

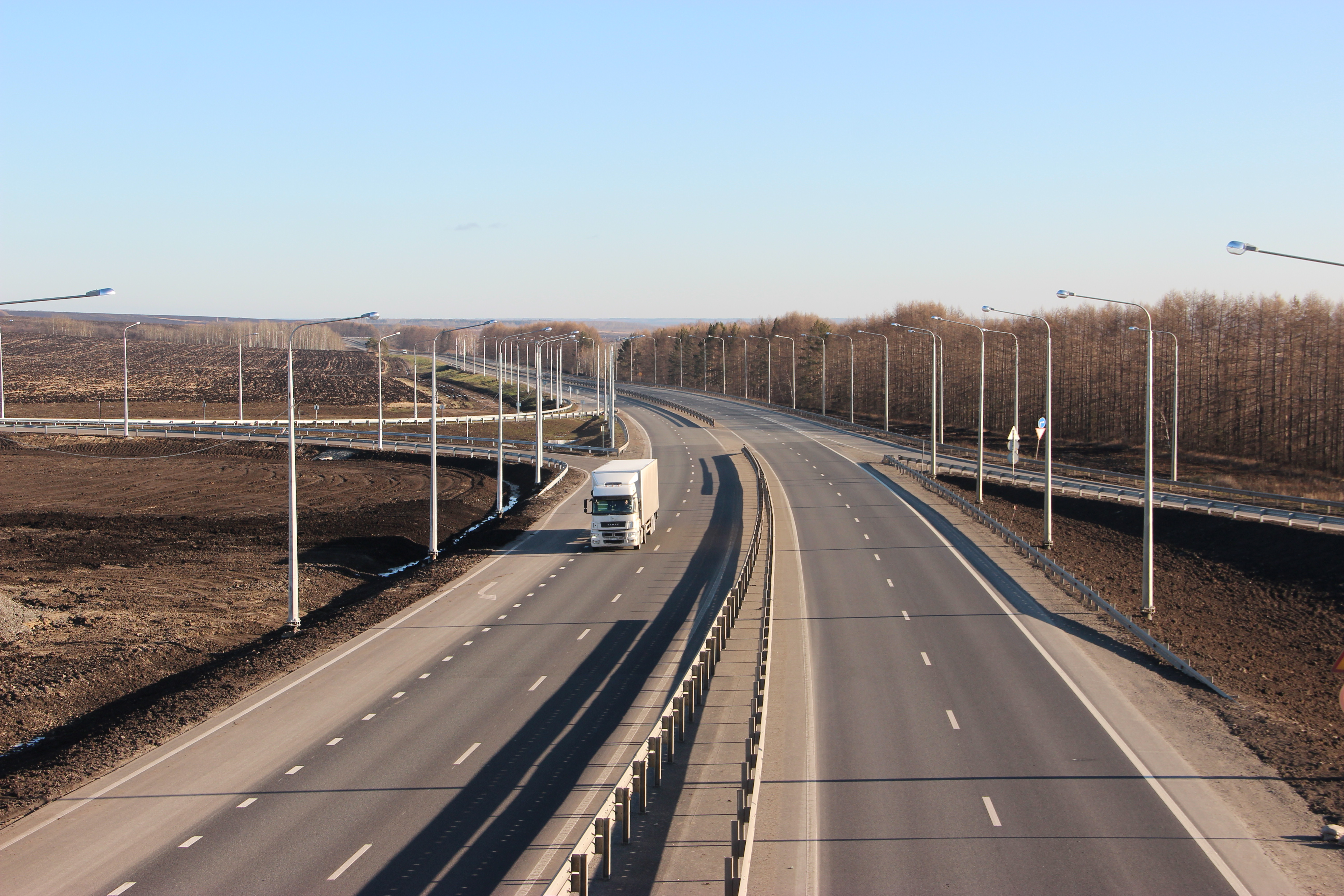
Kamislov mellett (2018)
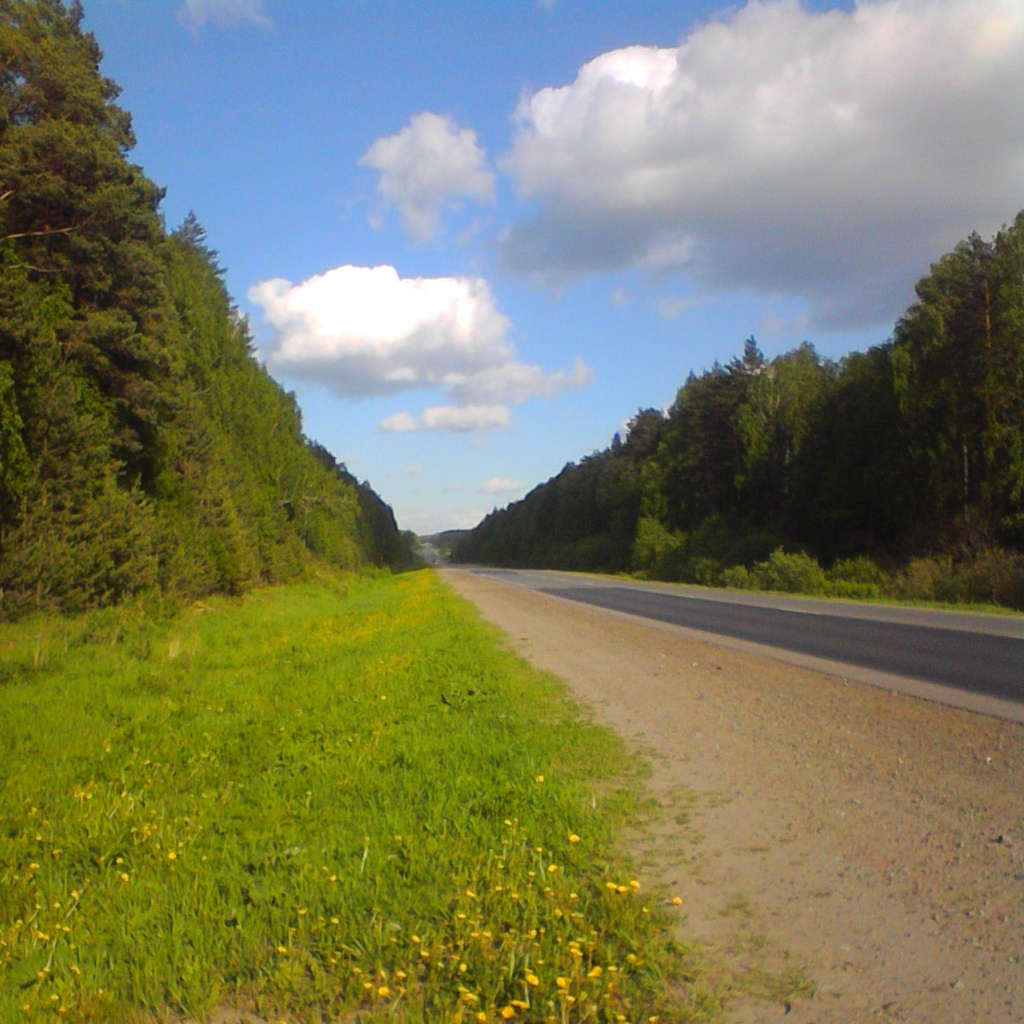
Erdei útszakasz (2014)
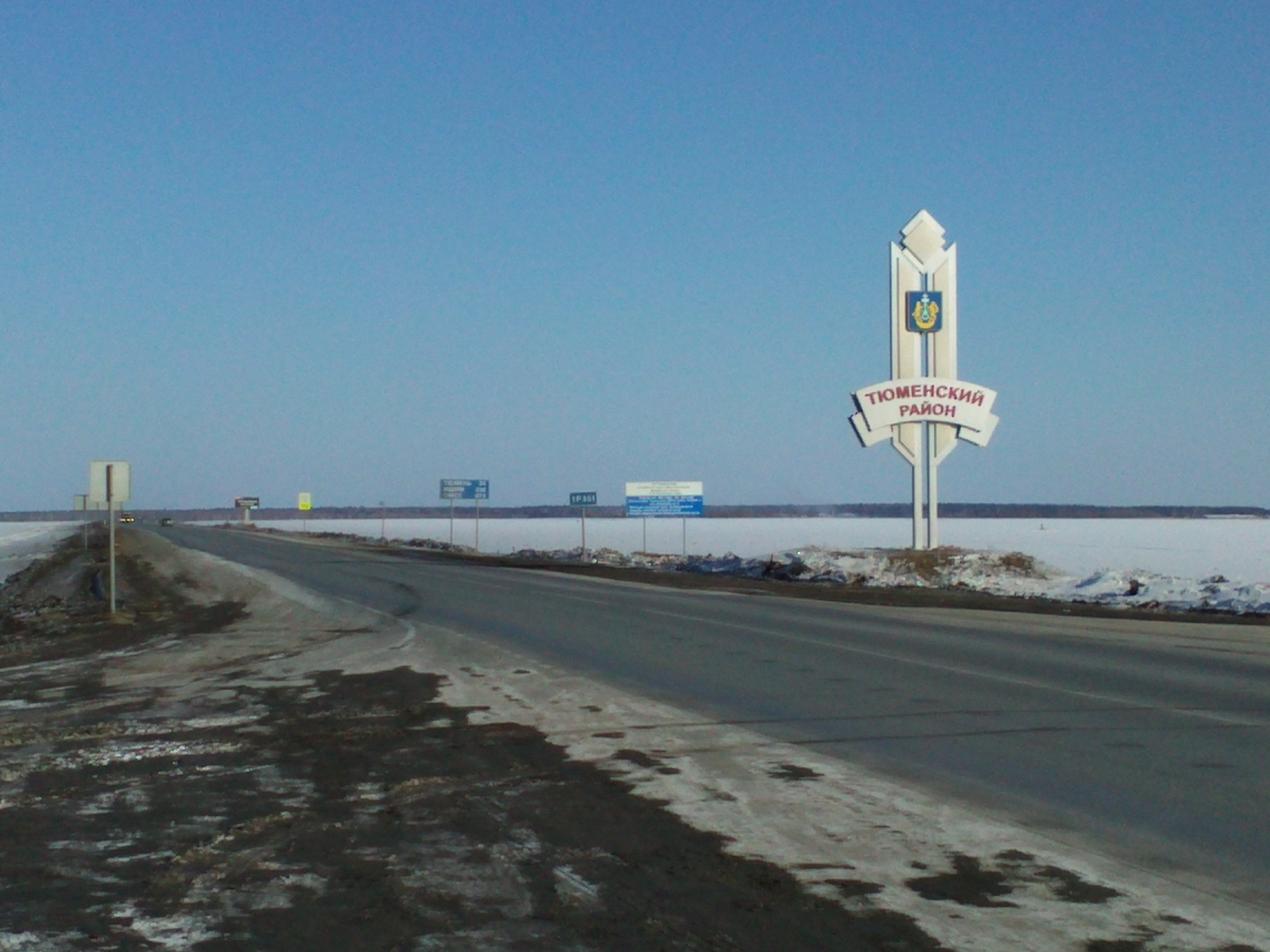
A Szverdlovszki- és a Tyumenyi terület határa (2012)